# Theridion incanescens
Theridion incanescens là một loài nhện trong họ Theridiidae.
Loài này thuộc chi Theridion. Theridion incanescens được Eugène Simon miêu tả năm 1890.